# Муминов, Абдували Муминович
Абдували Муминов (узб. Abduvali Moʻminovich Moʻminov / Абдували Мўминович Мўминов; 1902 — 9 июля 1965) — советский партийный и государственный деятель, член ВКП(б)/КПСС.

## Биография
Родился в 1902 году в Уйчинском районе Наманганской области. Член КПСС с 1939 года.
С 1916 года — на хозяйственной, общественной и политической работе. В 1916—1959 годах — дехканин, организатор колхоза, председатель колхоза «Октябрь» Уйчинского района, председатель Уйчинского райисполкома, председатель Ферганского облисполкома, председатель Президиума Верховного Совета Узбекской ССР, заместитель председателя Президиума Верховного Совета Узбекской ССР, директор совхоза в Ховосском районе, председатель колхоза имени Кирова в Уйчинском районе.
Избирался депутатом Верховного Совета Узбекской ССР 1-го созыва, Верховного Совета СССР 2-го созыва.
Умер в 1965 году.

## Награды
- 3 орден Ленина (21.01.1939[1], 25.12.1944[2], 23.01.1946[3])
- орден Отечественной войны I степени
- орден Красной Звезды (06.02.1947)[4]